# Communauté de communes du Pays de Tronçais
La communauté de communes du Pays de Tronçais (CCPT) est une communauté de communes française, située dans le département de l'Allier en région Auvergne-Rhône-Alpes.

## Historique
L'intercommunalité dans le pays de Tronçais a commencé en 1967 avec le développement touristique, par la création du syndicat intercommunal d'aménagement touristique de la forêt de Tronçais et sa région. Faute de moyens, le 24 mars 1971, une structure « de plus grande envergure », le Syndicat Mixte d’Aménagement Touristique est créée avec l'aide du conseil général de l'Allier, l'Office national des forêts, la chambre de commerce et d'industrie de Montluçon-Gannat et le syndicat intercommunal d'aménagement touristique.
Dans les années 1980, le syndicat intercommunal acquiert la compétence du développement économique. Ce syndicat cède sa place en 1999 à la communauté de communes, créée par un arrêté préfectoral du 30 décembre 1999.
À l'issue des élections municipales de 2008 dans l'Allier, le conseil communautaire a désigné Gérard Dériot, ancien président du conseil général et sénateur, et désigné cinq vice-présidents : Michèle Dumont (Meaulne), André Emmendoerffer (Hérisson), Stéphane Milaveau (Hérisson), Jacques Deschaume (Le Vilhain) et Daniel Renaud (Valigny), ainsi que quatre membres supplémentaires du bureau.
Le schéma départemental de coopération intercommunale (SDCI) de l'Allier, dévoilé en octobre 2015, prévoyait la fusion avec la communauté d'agglomération montluçonnaise, les communautés de communes du Val de Cher (Saint-Vitte exclue), du Pays d'Huriel et du Pays de Marcillat-en-Combraille (Virlet exclue) ; bien que le seuil de 15 000 habitants imposé par la loi no 2015-991 du 7 août 2015 portant nouvelle organisation territoriale de la République n'étant pas atteint (7 594 habitants en 2012), elle pouvait se maintenir du fait de sa très faible densité,.
Ce schéma, adopté en mars 2016, maintient la structure intercommunale en l'état.

## Territoire communautaire

### Géographie
La communauté de communes du Pays de Tronçais est située au nord-ouest du département de l'Allier et depuis 2016 de la région Auvergne-Rhône-Alpes. Elle jouxte les communautés de communes du Pays de Lévis en bocage bourbonnais au nord-est, en Bocage Bourbonnais au sud-est, de la Région de Montmarault au sud, du Val de Cher au sud-ouest, et dans le département limitrophe du Cher, Terres du Grand Meaulnes à l'ouest et Cœur de France au nord-ouest.
Le territoire communautaire est desservi par les routes départementales 3, reliant Lurcy-Lévis à Montluçon, desservant Cérilly et Theneuille ; 953, liaison de Bourges à Moulins desservant Ainay-le-Château, Cérilly, Theneuille ; 978a traversant en grande partie la forêt de Tronçais.

### Composition
La communauté de communes est composée des 15 communes suivantes :

| Nom                   | Code Insee | Gentilé           | Superficie (km2) | Population (dernière pop. légale) | Densité (hab./km2) |
| --------------------- | ---------- | ----------------- | ---------------- | --------------------------------- | ------------------ |
| Cérilly (siège)       | 03048      | Cérillonnais      | 70,55            | 1 312 (2022)                      | 19                 |
| Ainay-le-Château      | 03003      | Castelainaisiens  | 24,07            | 987 (2022)                        | 41                 |
| Braize                | 03037      | Braizois          | 20,95            | 259 (2022)                        | 12                 |
| Le Brethon            | 03041      | Brethonnois       | 44,61            | 324 (2022)                        | 7,3                |
| Couleuvre             | 03087      | Couleuvrois       | 53,83            | 592 (2022)                        | 11                 |
| Hérisson              | 03127      | Hérissonnais      | 32,57            | 564 (2022)                        | 17                 |
| Isle-et-Bardais       | 03130      | Islois            | 44,65            | 278 (2022)                        | 6,2                |
| Lételon               | 03143      |                   | 6,37             | 91 (2022)                         | 14                 |
| Meaulne-Vitray        | 03168      |                   | 50,1             | 907 (2022)                        | 18                 |
| Saint-Bonnet-Tronçais | 03221      |                   | 27,98            | 739 (2022)                        | 26                 |
| Saint-Caprais         | 03222      | Saint-Capraisiens | 20,14            | 97 (2022)                         | 4,8                |
| Theneuille            | 03282      | Théneuillois      | 39,73            | 340 (2022)                        | 8,6                |
| Urçay                 | 03293      | Urçayais          | 12,49            | 296 (2022)                        | 24                 |
| Valigny               | 03296      | Valignois         | 21,18            | 376 (2022)                        | 18                 |
| Le Vilhain            | 03313      |                   | 26,37            | 269 (2022)                        | 10                 |

### Démographie
| 1968   | 1975   | 1982   | 1990  | 1999  | 2007  | 2012  | 2017  |
| ------ | ------ | ------ | ----- | ----- | ----- | ----- | ----- |
| 12 194 | 11 053 | 10 011 | 9 238 | 8 342 | 7 888 | 7 594 | 7 452 |

## Organisation

### Siège
Le siège de la communauté de communes est situé à Cérilly, 1, place du Champ-de-Foire.

### Élus
La communauté de communes est administrée par un conseil communautaire composé pour le mandat 2020-2026 de 25 membres représentant chacune des communes membres, répartis comme suit en fonction de la population de chaque commune membre :
- 4 délégués pour Cérilly ;
- 3 délégués pour Ainay-le-Château et Meaulne-Vitray ;
- 2 délégués pour Couleuvre, Hérisson et Saint-Bonnet-Tronçais ;
- 1 délégué ou son suppléant pour les neuf autres communes : Braize, Isle-et-Bardais, Le Brethon, Lételon, Le Vilhain, Saint-Caprais, Theneuille, Urçay et Valigny.

Au terme des élections municipales de 2020 dans l'Allier, le conseil communautaire a élu le 16 juillet 2020 son nouveau président, Daniel Rondet, maire de Couleuvre, ainsi que ses sept vice-présidents, qui sont, : 
1. Denis Clerget, maire de Theneuille, chargé des finances, des moyens généraux et de l’administration générale ;
2. Francis Leblanc, maire de Valigny, chargé du développement économique, de l’agriculture et de la filière bois ;
3. Stéphane Milaveau, maire d’Ainay-le-Château, chargé de la voirie et de l’urbanisme ;
4. Pierre-Marie Delanoy, maire de Meaulne-Vitray, chargé des écoles et de l’accueil de loisirs ;
5. Olivier Laraize, maire du Brethon, chargé du tourisme et de la communication ;
6. Véronique Paulmier, première maire-adjointe de Cérilly, chargée des affaires sociales et de la vie associative ;
7. Stéphanie Cusin-Panit, maire de Hérisson, chargée de la culture, du patrimoine et de l’environnement.

Le bureau communautaire de la mandature 2020-2026 est composé du président, des sept vice-présidents et de trois autres membres.

### Liste des présidents
| Période                                  | Période                   | Identité               | Étiquette | Qualité |
| ---------------------------------------- | ------------------------- | ---------------------- | --------- | --- |
| Les données manquantes sont à compléter. |                           |                        |           | |
|                                          | avril 2015                | Gérard Dériot,         | UMP       | Docteur en pharmacie Maire (1995 → 2001) puis maire-adjoint (2001 → 2015) de Cérilly Sénateur de l'Allier (1998 → 2020) Conseiller général de Cérilly (1985 → 2014) Conseiller départemental de Bourbon-l'Archambault (2015 →) Président du conseil général puis départemental (1992 → 1998, 2001 → 2008 et 2015 →) Démissionnaire à la suite de son élection comme conseiller départemental |
| avril 2015                               | juillet 2020              | Corinne Trébosc-Coupas | DVD       | Adjointe au maire d'Ainay-le-Château Conseillère départementale de Bourbon-l'Archambault (2015 →) Vice-présidente du conseil départemental de l'Allier (2015 →) |
| juillet 2020                             | En cours (au 11 mai 2021) | Daniel Rondet          |           | Retraité Maire de Couleuvre (2008 → ) |

### Compétences
L'intercommunalité exerce les compétences qui lui ont été transférées par les communes membres, dans les conditions déterminées par le code général des collectivités territoriales.
Toute communauté de communes exerce les compétences suivantes :
- l'aménagement de l'espace :
  - définition de projets de territoires et leur mise en œuvre,
  - étude et mise en place d'un schéma de cohérence territoriale,
  - constitution d'un pays,
  - élaboration d'une zone d'aménagement concerté sur la zone d’activité des Forges de Tronçais ;
- le développement économique :
  - actions de prospection économique d'intérêt communautaire,
  - zones d'activités communautaires,
  - politique locale du commerce et soutien aux activités commerciales d’intérêt communautaire,
  - promotion du tourisme, dont la création d’offices de tourisme ;
- Gestion des milieux aquatiques et prévention des inondations (GEMAPI) ;
- aménagement, entretien et gestion des aires d'accueil des gens du voyage ;
- collecte et traitement des ordures ménagères ;
- protection et mise en valeur de l'environnement : réhabilitation des haies, restauration-entretien des rivières, de berges, en excluant les eaux closes et en ne tenant compte que de la rivière Aumance ;
- logement et cadre de vie : charte architecturale et paysagère du Pays de Tronçais, procédures d’amélioration de l’habitat et du cadre de vie, aide à la lutte contre la précarité énergétique des logements, opération d’amélioration de l’habitat (OPAH) ;
- politique du logement social et opérations en faveur du logement des personnes défavorisées ;
- construction, entretien et fonctionnement d'équipements culturels et sportifs ;
- voirie communale goudronnée ouverte à la circulation générale du public ;
- équipements de l'enseignement pré-élémentaire et élémentaire, équipements culturels et sportifs reconnus d'intérêt communautaire, transport scolaire, écoles maternelles et primaires, restauration scolaire ; accueil périscolaire avant et après la classe ;
- action sociale d'intérêt intercommunal : mise à disposition du minibus de la communauté de communes au profit des structures à vocation sociale du Pays de Tronçais ;
- maisons de services au public.

### Régime fiscal et budget
La Communauté de communes est un établissement public de coopération intercommunale à fiscalité propre.
Afin de financer l'exercice de ses compétences, l'intercommunalité perçoit la fiscalité professionnelle unique (FPU) — qui a succédé à la taxe professionnelle unique (TPU) — et assure une péréquation de ressources entre les communes résidentielles et celles dotées de zones d'activité. Elle bénéficie d'une bonification de la dotation globale de fonctionnement (DGF).
Elle perçoit également une redevance d'enlèvement des ordures ménagères (REOM) et une taxe d'enlèvement des ordures ménagères (TEOM), qui financent le fonctionnement de ce service public.
L'intercommunalité  ne reverse pas de dotation de solidarité communautaire (DSC) à ses communes membres.
La communauté de communes a maintenu en 2020 les taux d'imposition fixés en 2015, et qui sont :
- Taxe d’habitation : 4,76 %
- Taxe foncière sur les propriétés bâties : 2,72 %
- Taxe foncière sur les propriétés non bâties : 7,64 %
- Cotisation foncière des entreprises : 25,9 %

### Effectifs
Afin d'assurer la mise en œuvre de ses compétences, l'intercommunalité emploie 32 agents au 1er janvier 2017

## Projets et réalisations
Conformément aux dispositions légales, une communauté de communes a pour objet d'associer des « communes au sein d'un espace de solidarité, en vue de l'élaboration d'un projet commun de développement et d'aménagement de l'espace ».
De nombreux aménagements ont été réalisés par le syndicat mixte d'aménagement touristique dans les années 1970.